# Čertova zeď (Ralská pahorkatina, 337 m)
Čertova zeď (337 m n. m.) je vrch v okrese Česká Lípa Libereckého kraje. Leží asi 4 km jihovýchodně od města Mimoň na katastrálním území Ploužnice pod Ralskem.
Toto místo je třeba nezaměňovat se známější Čertovou zdí u Českého Dubu. Shoda jmen je zapříčiněna stejným typem skalního útvaru (resp. jeho pozůstatkem), kterému se lidově přezdívalo „čertova zeď“. V geologické terminologii se nazývá dajka, z geomorfologického hlediska se jedná o skalní zeď.

## Geomorfologické zařazení
Geomorfologicky vrch náleží do celku Ralská pahorkatina, podcelku Zákupská pahorkatina, okrsku Kotelská vrchovina a podokrsku Svébořická pahorkatina.

## Přístup
Automobilem se dá nejblíže dopravit do Hvězdova, odkud se dá sítí lesních cest dojít na různá místa hřbetu.